# إبراهيم بن شداد
إبراهيم بن شداد، المعروف بابن صابر مقدّم الدولة (أواخر القرن الثالث عشر - 1342م)، قائد و سياسي في دَوْلَةُ بَنِي قَلَاوُونَ كان مقدم المحلة الكبرى ثم مقدم الدولة فيما بعد. ينحدر من عائلة شداد المصرية، وكان من أقوي وأقرب وأخلص رجال السلطان الناصر محمد بن قلاوون إلى جانب محمد بن فضل الله القبطي.

## النشأة
إبراهيم بن أبي بكر بن شدّاد بن صابر أصله من فلّاحي منية عبّاد بالغربيّة كان والده مقدم المحلة الكبرى، وحدثت مشكلة بين والده أبو بكر بن شداد و والي المحلة قيصر، أدت إلى سجنه ووفاته داخل السجن. فسافر إبراهيم بن شداد إلى القاهرة و شكا قيصر إلى السلطان الناصر محمد بن قلاوون، الذي أنصف ابن شداد وأنصفه من والي المحلة. وكان هذا أول لقاء له بالناصر محمد بن قلاوون.

## سيرته

### ولايته تقدمة الدولة
وبعد ذلك تم تعيين إبراهيم مقدمًا للمحلة، ثم عزل بعد مدّة فقدم إلى القاهرة، ووقف بدار الولاية وصار من جملة الجنداريّة في أيّام الأمير سنجر الخازن، وترقّى حتّى ولي تقدمة الدولة وصار من الأعيان في دولة الناصر محمد، لدرجة أنه قام بتعيين العديد من أقاربه في مناصب مختلفة مثل أولاد عمّه أحمد بن زيد بن شدّاد، ومحمّد بن يوسف بن شدّاد.

### نفوذه في دولة الناصر
استطاع ابن صابر المقدم اثبات ولائه للناصر محمد بن قلاوون و نال احترامه و محبته حتي أصبح رفيقه مما أدي إلي زيادة نفوذه في الدولة ويقول شيخ المؤرخين تقي الدين المقريزي عن ذالك:
"وتمكن في أيام السلطان وعظم، ولم يبق لناظر الدولة ولا لشاد الدواوين معه حديث، وإنما هو يتقدم إلى السلطان ويحادثه سرا وجهرا، ويفعل ما يريد، ولا يقدر أحد أن يرد عليه فعله ولا قوله."

و يقول ايضا:
"وكان ضخما طوالا عارفًا بما يعانيه، واقتنى عدة أملاك، ولم ير أحدٌ في التقدمة ما رآه فيما نعلمه".
.كما تولّى ضرب الأمير سيف الدين تنكز نائب الشام بالمقارع، ثمّ خنقه، و شارك في قمع تمردات امراء بلاد الشام، و عهد إليه بحماية أهل السلطان و المقربين منه و ايضا أصبح ينفذ الأحكام باسم السلطان ومكانه. مما سبب في حقد الأمراء عليه، و انتظارهم اللحظة المناسبة لانقضاض عليه.

## وفاته
ولما مات السلطان الناصر محمد بن قلاوون وأقيم من بعده ابنه المنصور أبو بكر، اتهموه بالباطل وقبض عليه يوم الأربعاء تاسع صفر سنة اثنتين وأربعين وسبعمائة، صودر. ويقول المؤرخ تقي الدين المقريزي إنهم وجدوا في بيته 80 جارية، و140 حصانا، و300 بقرة حلابة، و500 نعجة ولادة، ومبلغ مائتي ألف وثمانين ألف درهم. وكان يركب الخيل ويصطاد بالجوارح. تم إطلاق سراحه بعد شهر من اعتقاله بشفاعة الأمير آل الملك وجوهر السحرتي. وولي التقدمة عوضه محمد بن شمس إلى العشرين من شوّال. وأعيد ابن صابر فلم يزل حتّى مات في أوائل شهر ربيع الآخر سنة أربع وأربعين وسبعمائة.
ورغم ضخامته وطوله لم يكن فظا غليظ القلب، بل كان فيه رحمة ورفق بالضعيف، واصطناع للمسكين، وإيثار للفقير.